# Princess Jellyfish
Princess Jellyfish (海月姫, Kuragehime) é um mangá de Akiko Higashimura. Começou a ser comercializado na revista Kiss em 10 de novembro de 2008. O anime foi produzido com base no mangá contando com 11 episódios e foi ao ar na Fuji TV no bloco Noitamina entre outubro e dezembro de 2010. A animação foi licenciada pela Funimation e em 2014 contará com um live-action que estreará em dezembro. 

## Sinopse
- Kuragehime se passa na maior parte do tempo em Amamizukan, um prédio com apartamentos em Tóquio, suas moradoras são otakus e homens não são permitidos. Tsukimi, a protagonista, é uma otaku de água-viva e muito desajeitada. Tsukimi encontra Kuranosuke, um jovem que gosta de se vestir de mulher para evitar as obrigações políticas e se sentir mais perto de sua mãe. Tsukimi mantém o segredo dele ser um homem de suas companheiras da Amamizukan mesmo preocupada em manter sua intimidade por deixá-lo em seu quarto.